# Wahlkreis Newry and Armagh (House of Commons)
Der Wahlkreis Newry and Armagh ist ein Wahlkreis (englisch constituency) für die Wahl eines Abgeordneten des britischen Unterhauses (House of Commons).

## Ergebnisse

### Parlamentswahl 1983
| Kandidaten           | Kandidaten     | Parteien                           | Stimmen | %    |
| -------------------- | -------------- | ---------------------------------- | ------- | ---- |
|                      | Jim Nicholson  | Ulster Unionist Party              | 18.988  | 40,0 |
|                      | Seamus Mallon  | Social Democratic and Labour Party | 17.434  | 36,8 |
|                      | Jim McAllister | Sinn Féin                          | 9.928   | 20,9 |
|                      | Thomas Moore   | Workers’ Party                     | 1.070   | 2,3  |
| Gesamt               | Gesamt         | Gesamt                             | 47.420  | 100  |
|                      |                |                                    |         |      |
| Quelle: UK Parlament |                |                                    |         |      |

### Nachwahl 1986
| Kandidaten                                             | Kandidaten       | Parteien                           | Stimmen | %    |
| ------------------------------------------------------ | ---------------- | ---------------------------------- | ------- | ---- |
|                                                        | Seamus Mallon    | Social Democratic and Labour Party | 22.694  | 45,5 |
|                                                        | Jim Nicholson    | Ulster Unionist Party              | 20.111  | 40,3 |
|                                                        | Jim McAllister   | Sinn Féin                          | 6.609   | 13,2 |
|                                                        | Patrick McCusker | Workers’ Party                     | 515     | 1,0  |
| Gesamt                                                 | Gesamt           | Gesamt                             | 49.929  | 100  |
|                                                        |                  |                                    |         |      |
| Quelle: House of Commons Information Office Factsheets |                  |                                    |         |      |

### Parlamentswahl 1987
| Kandidaten           | Kandidaten            | Parteien                           | Stimmen | %    |
| -------------------- | --------------------- | ---------------------------------- | ------- | ---- |
|                      | Seamus Mallon         | Social Democratic and Labour Party | 25.137  | 48,1 |
|                      | Jim Nicholson         | Ulster Unionist Party              | 19.812  | 37,9 |
|                      | Jim McAllister        | Sinn Féin                          | 6.173   | 11,8 |
|                      | William Henry Jeffrey | Alliance Party of Northern Ireland | 664     | 1,3  |
|                      | Gerard O’Hanlon       | Workers’ Party                     | 482     | 0,9  |
| Gesamt               | Gesamt                | Gesamt                             | 52.268  | 100  |
|                      |                       |                                    |         |      |
| Quelle: UK Parlament |                       |                                    |         |      |

### Parlamentswahl 1992
| Kandidaten           | Kandidaten     | Parteien                           | Stimmen | %    |
| -------------------- | -------------- | ---------------------------------- | ------- | ---- |
|                      | Seamus Mallon  | Social Democratic and Labour Party | 26.073  | 49,6 |
|                      | Jim Speers     | Ulster Unionist Party              | 18.982  | 36,1 |
|                      | Brendan Curran | Sinn Féin                          | 6.547   | 12,5 |
|                      | Eileen Bell    | Alliance Party of Northern Ireland | 972     | 1,8  |
| Gesamt               | Gesamt         | Gesamt                             | 52.574  | 100  |
|                      |                |                                    |         |      |
| Quelle: UK Parlament |                |                                    |         |      |

### Parlamentswahl 1997
| Kandidaten           | Kandidaten      | Parteien                           | Stimmen | %    |
| -------------------- | --------------- | ---------------------------------- | ------- | ---- |
|                      | Seamus Mallon   | Social Democratic and Labour Party | 22.904  | 43,0 |
|                      | Danny Kennedy   | Ulster Unionist Party              | 18.015  | 33,8 |
|                      | Pat McNamee     | Sinn Féin                          | 11.218  | 21,1 |
|                      | Peter Whitcroft | Alliance Party of Northern Ireland | 1.015   | 1,9  |
|                      | David Evans     | Natural Law Party                  | 123     | 0,2  |
| Gesamt               | Gesamt          | Gesamt                             | 53.275  | 100  |
|                      |                 |                                    |         |      |
| Quelle: UK Parlament |                 |                                    |         |      |

### Parlamentswahl 2001
| Kandidaten           | Kandidaten       | Parteien                           | Stimmen | %    |
| -------------------- | ---------------- | ---------------------------------- | ------- | ---- |
|                      | Seamus Mallon    | Social Democratic and Labour Party | 20.784  | 37,4 |
|                      | Conor Murphy     | Sinn Féin                          | 17.209  | 30,9 |
|                      | Paul Berry       | Democratic Unionist Party          | 10.795  | 19,4 |
|                      | Sylvia McRoberts | Ulster Unionist Party              | 6.833   | 12,3 |
| Gesamt               | Gesamt           | Gesamt                             | 55.621  | 100  |
|                      |                  |                                    |         |      |
| Quelle: UK Parlament |                  |                                    |         |      |

### Parlamentswahl 2005
| Kandidaten           | Kandidaten      | Parteien                           | Stimmen | %    |
| -------------------- | --------------- | ---------------------------------- | ------- | ---- |
|                      | Conor Murphy    | Sinn Féin                          | 20.965  | 41,4 |
|                      | Dominic Bradley | Social Democratic and Labour Party | 12.770  | 25,2 |
|                      | Paul Berry      | Democratic Unionist Party          | 9.311   | 18,4 |
|                      | Danny Kennedy   | Ulster Unionist Party              | 7.025   | 13,9 |
|                      | Gerry Markey    | unabhängig                         | 625     | 1,2  |
| Gesamt               | Gesamt          | Gesamt                             | 50.696  | 100  |
|                      |                 |                                    |         |      |
| Quelle: UK Parlament |                 |                                    |         |      |

### Parlamentswahl 2010
| Kandidaten           | Kandidaten        | Parteien                                 | Stimmen | %    |
| -------------------- | ----------------- | ---------------------------------------- | ------- | ---- |
|                      | Conor Murphy      | Sinn Féin                                | 18.857  | 42,0 |
|                      | Dominic Bradley   | Social Democratic and Labour Party       | 10.526  | 23,4 |
|                      | Danny Kennedy     | Ulster Unionist Party/Conservative Party | 8.558   | 19,1 |
|                      | William Irwin     | Democratic Unionist Party                | 5.764   | 12,8 |
|                      | Willie Frazer     | unabhängig                               | 656     | 1,5  |
|                      | Andrew Muir       | Alliance Party of Northern Ireland       | 545     | 1,2  |
| Gesamt               | Gesamt            | Gesamt                                   | 44.906  | 100  |
|                      |                   |                                          |         |      |
| Ungültige Stimmen    | Ungültige Stimmen | Ungültige Stimmen                        | 343     | 0,8  |
| Wähler               | Wähler            | Wähler                                   | 45.249  | 60,9 |
| Wahlberechtigte      | Wahlberechtigte   | Wahlberechtigte                          | 74.308  |      |
|                      |                   |                                          |         |      |
| Quelle: UK Parlament |                   |                                          |         |      |

### Parlamentswahl 2015
| Kandidaten           | Kandidaten        | Parteien                           | Stimmen | %    |
| -------------------- | ----------------- | ---------------------------------- | ------- | ---- |
|                      | Mickey Brady      | Sinn Féin                          | 20.488  | 41,1 |
|                      | Danny Kennedy     | Ulster Unionist Party              | 16.312  | 32,7 |
|                      | Justin McNulty    | Social Democratic and Labour Party | 12.026  | 24,1 |
|                      | Kate Nicholl      | Alliance Party of Northern Ireland | 841     | 1,7  |
|                      | Robert Rigby      | Conservative Party                 | 210     | 0,4  |
| Gesamt               | Gesamt            | Gesamt                             | 49.877  | 100  |
|                      |                   |                                    |         |      |
| Ungültige Stimmen    | Ungültige Stimmen | Ungültige Stimmen                  | 386     | 0,8  |
| Wähler               | Wähler            | Wähler                             | 50.263  | 64,7 |
| Wahlberechtigte      | Wahlberechtigte   | Wahlberechtigte                    | 77.633  |      |
|                      |                   |                                    |         |      |
| Quelle: UK Parlament |                   |                                    |         |      |

### Parlamentswahl 2017
| Kandidaten           | Kandidaten        | Parteien                           | Stimmen | %    |
| -------------------- | ----------------- | ---------------------------------- | ------- | ---- |
|                      | Mickey Brady      | Sinn Féin                          | 25.666  | 47,9 |
|                      | William Irwin     | Democratic Unionist Party          | 13.177  | 24,6 |
|                      | Justin McNulty    | Social Democratic and Labour Party | 9.055   | 16,9 |
|                      | Sam Nicholson     | Ulster Unionist Party              | 4.425   | 8,3  |
|                      | Jackie Coade      | Alliance Party of Northern Ireland | 1.256   | 2,3  |
| Gesamt               | Gesamt            | Gesamt                             | 53.579  | 100  |
|                      |                   |                                    |         |      |
| Ungültige Stimmen    | Ungültige Stimmen | Ungültige Stimmen                  | 321     | 0,6  |
| Wähler               | Wähler            | Wähler                             | 53.900  | 68,9 |
| Wahlberechtigte      | Wahlberechtigte   | Wahlberechtigte                    | 78.266  |      |
|                      |                   |                                    |         |      |
| Quelle: UK Parlament |                   |                                    |         |      |

### Parlamentswahl 2019
| Kandidaten           | Kandidaten        | Parteien                           | Stimmen | %    |
| -------------------- | ----------------- | ---------------------------------- | ------- | ---- |
|                      | Mickey Brady      | Sinn Féin                          | 20.287  | 40,0 |
|                      | William Irwin     | Democratic Unionist Party          | 11.000  | 21,7 |
|                      | Pete Byrne        | Social Democratic and Labour Party | 9.449   | 18,6 |
|                      | Jackie Coade      | Alliance Party of Northern Ireland | 4.211   | 8,3  |
|                      | Sam Nicholson     | Ulster Unionist Party              | 4.204   | 8,3  |
|                      | Martin Kelly      | Aontú                              | 1.628   | 3,2  |
| Gesamt               | Gesamt            | Gesamt                             | 50.779  | 100  |
|                      |                   |                                    |         |      |
| Ungültige Stimmen    | Ungültige Stimmen | Ungültige Stimmen                  | 341     | 0,7  |
| Wähler               | Wähler            | Wähler                             | 51.120  | 62,9 |
| Wahlberechtigte      | Wahlberechtigte   | Wahlberechtigte                    | 81.226  |      |
|                      |                   |                                    |         |      |
| Quelle: UK Parlament |                   |                                    |         |      |

### Parlamentswahl 2024
| Kandidaten           | Kandidaten        | Parteien                           | Stimmen | %    |
| -------------------- | ----------------- | ---------------------------------- | ------- | ---- |
|                      | Dáire Hughes      | Sinn Féin                          | 22.299  | 48,5 |
|                      | Pete Byrne        | Social Democratic and Labour Party | 6.806   | 14,8 |
|                      | Gareth Wilson     | Democratic Unionist Party          | 5.900   | 12,8 |
|                      | Keith Ratcliffe   | Traditional Unionist Voice         | 4.099   | 8,9  |
|                      | Sam Nicholson     | Ulster Unionist Party              | 3.175   | 6,9  |
|                      | Helena Young      | Alliance Party of Northern Ireland | 2.692   | 5,9  |
|                      | Liam Reichenberg  | Aontú                              | 888     | 1,9  |
|                      | Samantha Rayner   | Conservative Party                 | 83      | 0,2  |
| Gesamt               | Gesamt            | Gesamt                             | 45.942  | 100  |
|                      |                   |                                    |         |      |
| Ungültige Stimmen    | Ungültige Stimmen | Ungültige Stimmen                  | 294     | 0,6  |
| Wähler               | Wähler            | Wähler                             | 46.236  | 59,1 |
| Wahlberechtigte      | Wahlberechtigte   | Wahlberechtigte                    | 78.244  |      |
|                      |                   |                                    |         |      |
| Quelle: UK Parlament |                   |                                    |         |      |